# 다이아나 하이랜드

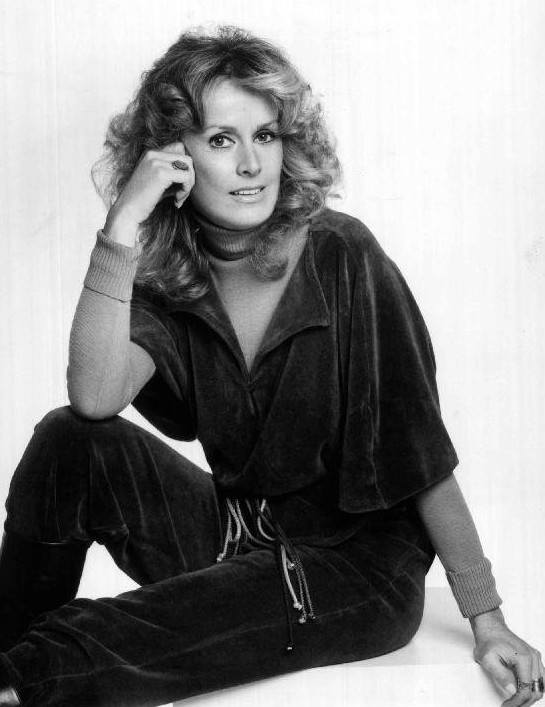

다이아나 하이랜드(Diana Hyland, 1936년 1월 25일 ~ 1977년 3월 27일)는 미국의 연극 배우, 텔레비전 배우, 영화배우이다.
로스앤젤레스에서 사망하였다. 사인은 유방암이다.

## 영화
- 아들과 딸들 (1977년)
- 사랑의 승리 (1976년)
- 닥터 게논 (1969년)
- 닥터 웰비 (1969년)
- 인베이더 - 시리즈 (1967년)
- 체이스 (1966년)
- FBI (1965년)
- 첩보원 0011 (1964년)
- 페이튼 플레이스 - TV 시리즈 (1964년)
- 도망자 (1963년)